# Sveriges digitaliseringsminister
Digitaliseringsminister, tidigare IT-minister, är det statsråd i Sveriges regering som har på sitt bord att driva ärenden rörande informationsteknik (IT).

## Lista över svenska ministrar med ansvar för IT-frågor
| Nr |  | IT-minister                     | Titel                                                                  | Tillträdde       | Avgick                      | Varaktighet        | Parti | Parti              | Regering                           |
| -- |  | ------------------------------- | ---------------------------------------------------------------------- | ---------------- | --------------------------- | ------------------ | ----- | ------------------ | ---------------------------------- |
| 1  |  | Ines Uusmann (född 1948)        | Kommunikationsminister Kommunikationsdepartementet                     | 7 oktober 1994   | 7 oktober 1998              | 4 år och 0 dagar   |       | Socialdemokraterna | Carlsson III S Persson S           |
| 2  |  | Björn Rosengren (född 1942)     | Näringsminister Näringsdepartementet                                   | 7 oktober 1998   | 15 oktober 2002             | 4 år och 8 dagar   |       | Socialdemokraterna | Persson S                          |
| 3  |  | Ulrica Messing (född 1968)      | Infrastrukturminister Näringsdepartementet                             | 15 oktober 2002  | 6 oktober 2006              | 3 år och 356 dagar |       | Socialdemokraterna | Persson S                          |
| 4  |  | Åsa Torstensson (född 1958)     | Infrastrukturminister Näringsdepartementet                             | 6 oktober 2006   | 5 oktober 2010              | 3 år och 364 dagar |       | Centerpartiet      | Reinfeldt M – C – FP – KD          |
| 5  |  | Anna-Karin Hatt (född 1972)     | Region-, energi- (från 29/9/2011) och IT-minister Näringsdepartementet | 5 oktober 2010   | 3 oktober 2014              | 3 år och 363 dagar |       | Centerpartiet      | Reinfeldt M – FP – C – KD          |
| 6  |  | Mehmet Kaplan (född 1971)       | Bostads-, IT- och stadsutvecklingsminister Näringsdepartementet        | 3 oktober 2014   | 18 april 2016               | 1 år och 198 dagar |       | Miljöpartiet       | Löfven I S – MP                    |
| -  |  | Per Bolund (tf.) (född 1971)    | Bostads-, IT- och stadsutvecklingsminister Näringsdepartementet        | 18 april 2016    | 25 maj 2016                 | 0 år och 37 dagar  |       | Miljöpartiet       | Löfven I S – MP                    |
| 7  |  | Peter Eriksson (född 1958)      | Bostads- och digitaliseringsminister Näringsdepartementet              | 25 maj 2016      | 21 januari 2019             | 2 år och 241 dagar |       | Miljöpartiet       | Löfven I S – MP                    |
| 8  |  | Anders Ygeman (född 1970)       | Energi- och digitaliseringsminister Infrastrukturdepartementet         | 21 januari 2019  | 30 november 2021            | 2 år och 313 dagar |       | Socialdemokraterna | Löfven II S – MP Löfven III S – MP |
| 9  |  | Khashayar Farmanbar (född 1976) | Energi- och digitaliseringsminister Infrastrukturdepartementet         | 30 november 2021 | 18 oktober 2022             | 0 år och 322 dagar |       | Socialdemokraterna | Andersson S                        |
| 10 |  | Erik Slottner (född 1980)       | Civilminister Finansdepartementet                                      | 18 oktober 2022  | innehar fortfarande ämbetet | 2 år och 198 dagar |       | Kristdemokraterna  | Kristersson M – KD – L             |